# Собор Святого Патрика (Карачи)
Собор Святого Патрика (англ. Saint Patrick's Cathedral) — католическая церковь, находящаяся в Карачи, Пакистан. Церковь Святого Патрика является кафедральным собором архиепархии Карачи. Церковь располагается недалеко от делового центра Empress Market. Собор является одним из старейших христианских храмов в Пакистане и вмещает 2000 человек.

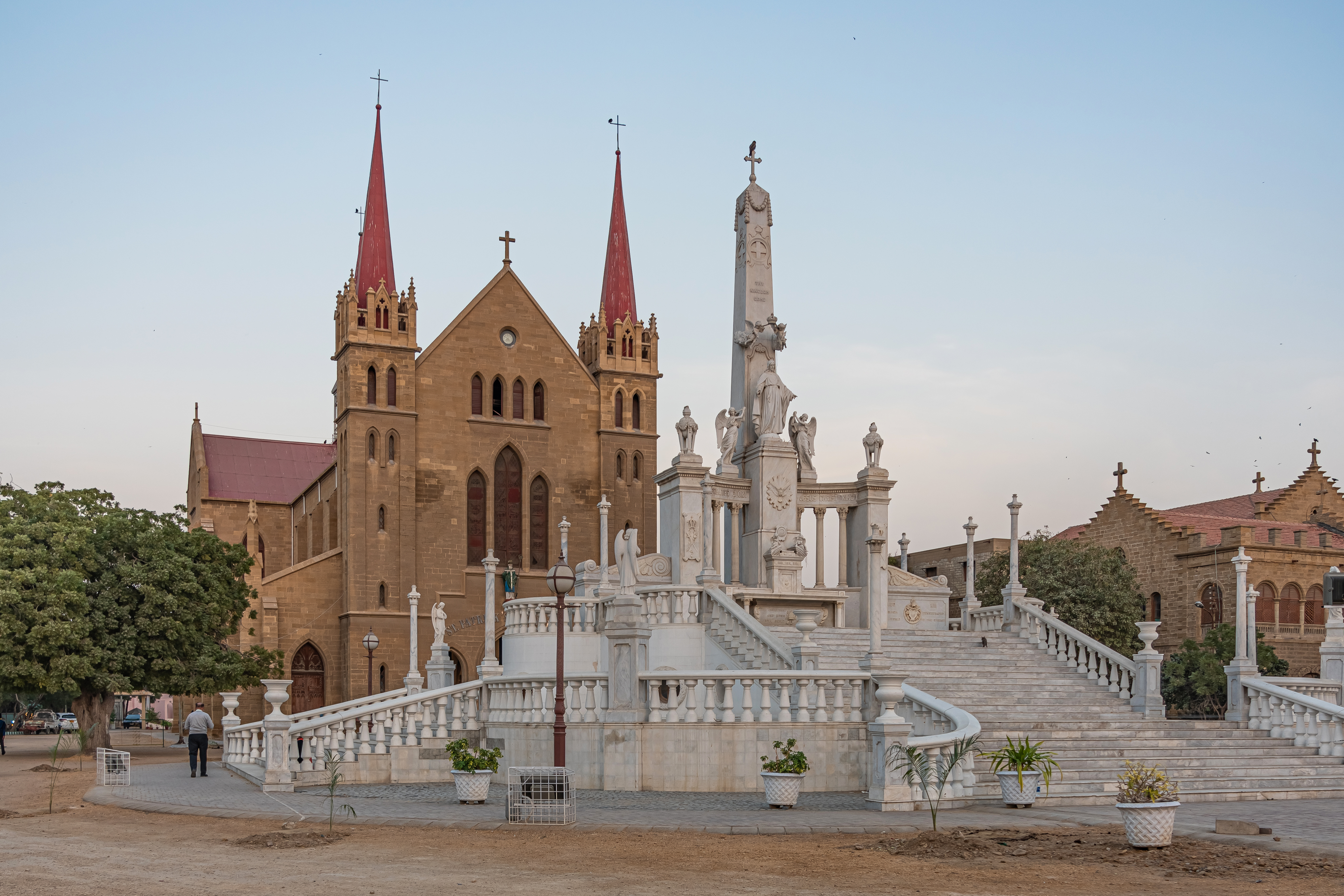
Монумент перед собором
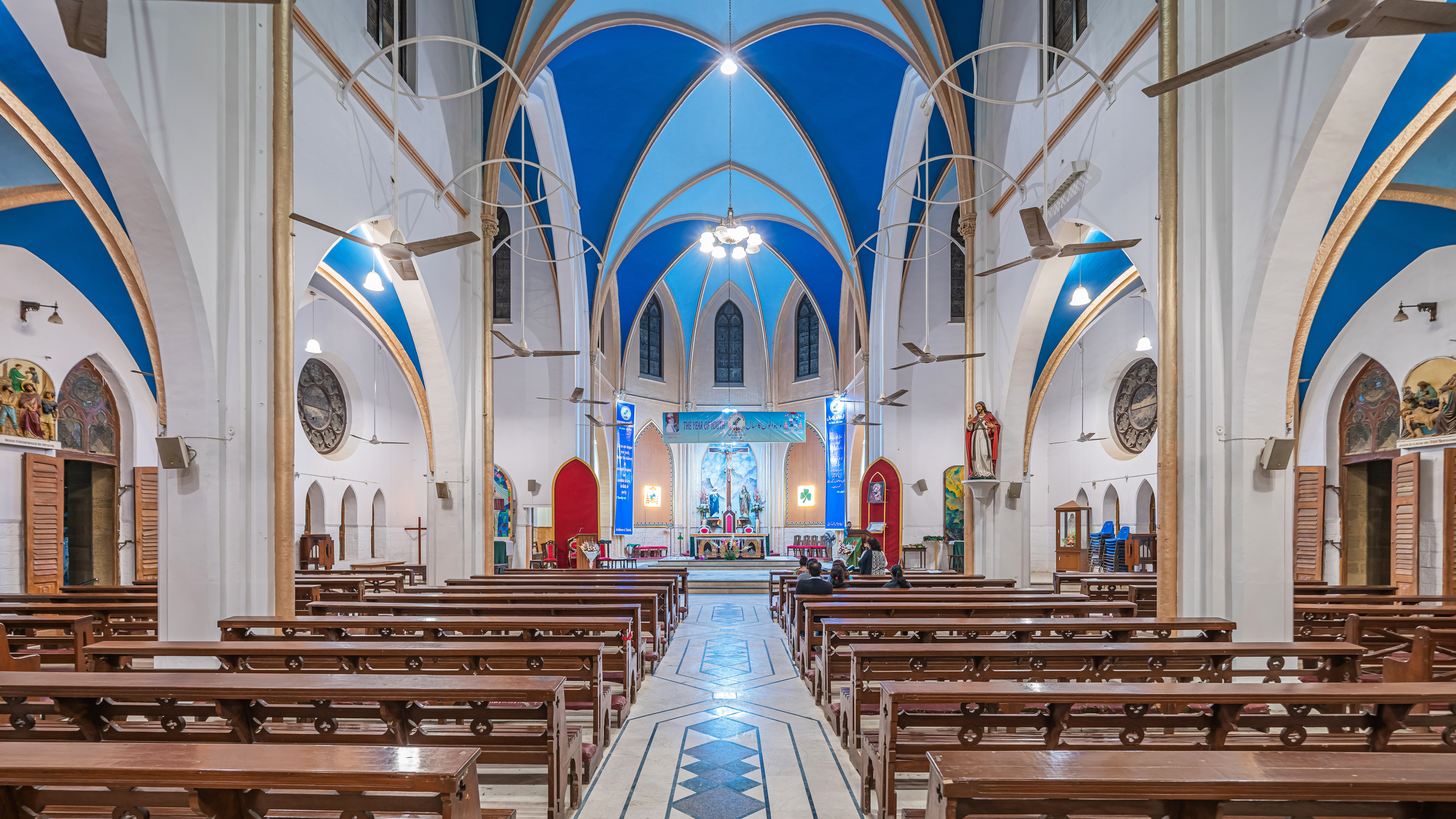
Внутренний вид
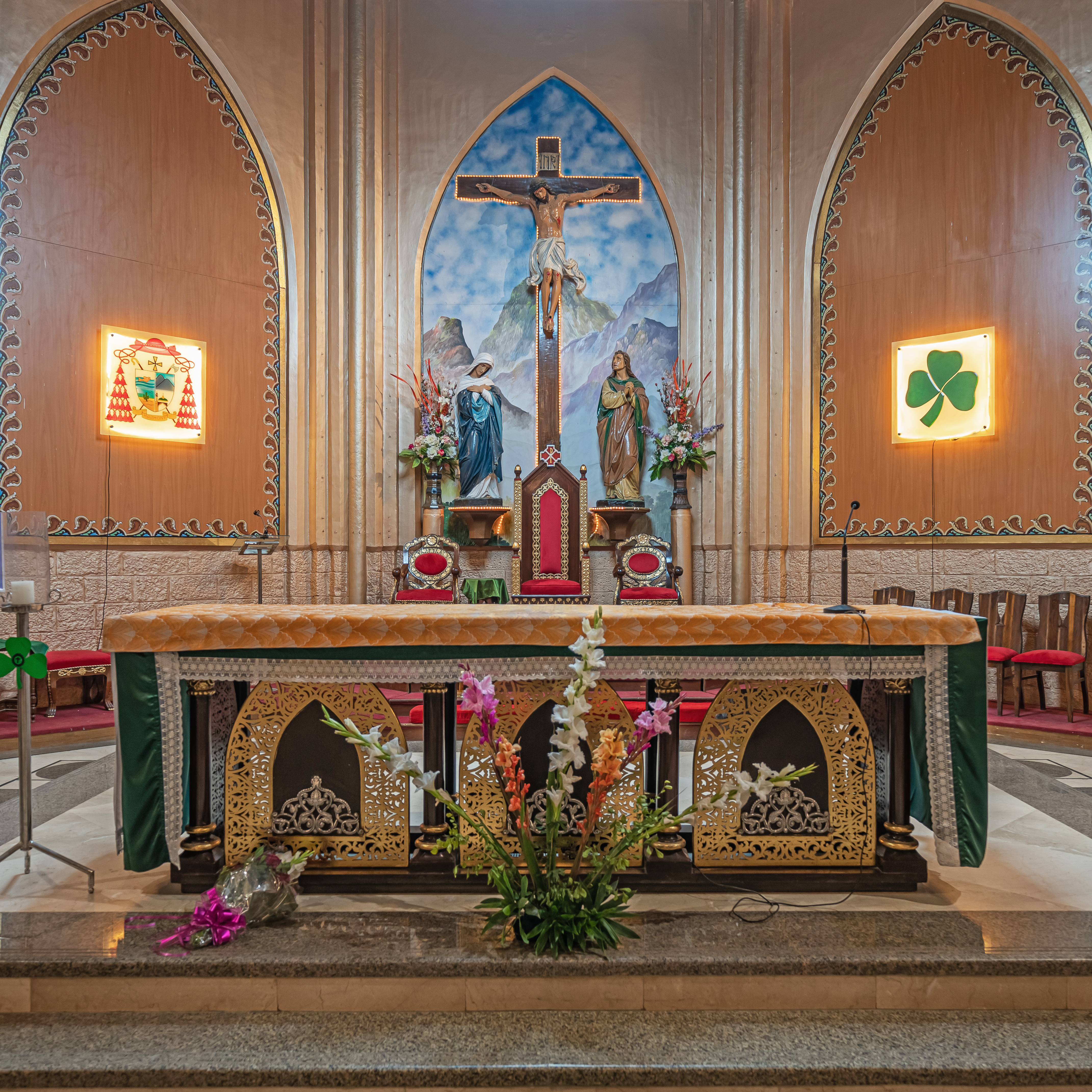
Алтарь